# Александровская агломерация
Алекса́ндровская агломера́ция — городская агломерация, с центром в городе Александров, занимает всю бо́льшую часть территории Александровского района Владимирской области. Население агломерации составляет около 112 тысяч человек, 55 % населения проживает в её центре — городе Александрове.

## Состав агломерации
Состав агломерации приводится в соответствии с монографией Г. М. Лаппо «Города на пути в будущее». М.: Мысль, 1987. 237 с..
| тип н.п. | Название н.п. | Население, на 1.01.2011 |
| -------- | ------------- | ----------------------- |
| Город    | Александров   | 61472                   |
| Город    | Карабаново    | 14862                   |
| Город    | Струнино      | 14368                   |
| пгт      | Балакирево    | 10075                   |
| ВСЕГО    | ВСЕГО         | 100777                  |

| наименование муниципального образования | тип муниципального образования | площадь, км² на 1.01.2010 | население на 1.01.2011 |
| --------------------------------------- | ------------------------------ | ------------------------- | ---------------------- |
| Александров                             | городское поселение            | 26,16                     | 61472                  |
| Карабаново                              | городское поселение            | 11,11                     | 14862                  |
| Струнино                                | городское поселение            | 10,08                     | 14368                  |
| Балакирево                              | городское поселение            | 28,83                     | 10075                  |
| Андреевское                             | сельское поселение             | 589,00                    | 5580                   |
| Следневское                             | сельское поселение             | 397,73                    | 3244                   |
| Каринское                               | сельское поселение             | 431,62                    | 2094                   |
| ВСЕГО                                   | ВСЕГО                          | 1494,53                   | 111695                 |